# Marina de Graaf
Marina de Graaf (Utrecht, 16 december 1959) is een Nederlands actrice. Ze maakte op zestienjarige leeftijd haar debuut in de film Het debuut van Nouchka van Brakel. De film kwam uit in 1977, toen De Graaf zeventien was. Bijna twintig jaar later speelde ze de rol van Deedee in Antonia, de film die een Gouden Kalf en een Oscar won.
Sinds 2002 is zij eigenares en docente van Act2Act Acteerstudio in haar woonplaats Amsterdam.

## Filmografie (selectie)

### Film
- Het debuut - 1977
- Prettig weekend meneer Meijer - 1977
- Vaticaans Roulette - 1978
- Mysteries - 1978
- Van Huis - 1979
- Tiro - 1979
- Grijpstra en De Gier - 1979
- Lieve jongens - 1980
- Die Fluchtlinie - Duitsland - 1981
- Hoge hakken, echte liefde - 1981
- Try out - 1981
- Das Weisse Herz - Duitsland - 1981
- L'Autobus - Frankrijk - 1983
- De Witte Sneeuwman - 1983
- An Bloem - 1983
- De zwarte ruiter - 1983
- Overvallers in de dierentuin - 1984
- Uitzicht - 1984
- Max, Laura, Henk & Willie - 1989
- Antonia - 1995
- Sombermans actie - 1999
- Wilde Mossels - 1999

### Televisie
- Anna - 1978
- de Pomp - 1979
- Cassata - 1979
- The Hand - Amerika - 1981
- Het Gat in de muur - 1981
- Armoede - 1982
- Kanaal 13 - 1984
- Oscar - 1984
- Geen baan wel werk - 1984
- Gedeelde toekomst - 1987
- Er kan hier ook nooit wat - 1991
- Heeft u daarover nagedacht? - 1992
- Waar bemoeien ze zich mee? - 1992
- Niemand de deur uit - 1992
- Madelief - 1994
- Wat schuift 't - 1995
- Geef jezelf van katoen - 1995
- Aziz - 1995
- Vrouwenvleugel - 1993-1995
- Baantjer - 1996
- SamSam - 1997
- Baantjer - 1999
- In de praktijk - 1999
- Kick - 2001
- Onderweg naar morgen - 2004/2005

### Hoorspel en Theater
- Dochter -  hoorspel - 1983
- Staking - hoorspel - 1983
- Theophilius North - hoorspel - 1984
- Theatervoorstelling met Hans Dorrestein - 1987
- De roering van het kielzog - hoorspel - 1992
- De Vuuraanbidders - hoorspel - 1995
- De Tuttels - vertelstem - 2002